# Плисковиц
Пли́сковиц или Плу́сникецы (нем. Pließkowitz; в.-луж. Plusnikecyо файле) — деревня в Верхней Лужице, Германия. Входит в состав коммуны Мальшвиц района Баутцен в земле Саксония. Подчиняется административному округу Дрезден.

## География
Находится примерно в семи километрах северо-восточнее Баутцена и около двух километров на юго-запад от Мальшвица. На западе и севере от деревни располагаются несколько рыбоводческих прудов.  Через деревню проходит автомобильная дорога B 156.
На юго-востоке находится шахта по добыче гранодиорита.
Соседние населённые пункты: на северо-востоке — административный центр коммуны Мальшвиц, на юго-востоке — деревня Будышинк, на юго-западе — деревня Доброшецы и на западе — деревня Дельня-Горка и Брезынка.

## История
Впервые упоминается в 1327 году под наименованием Pluskewicz.
С 1936 года входит в состав современной коммуны Мальшвиц.
В настоящее время деревня входит в состав культурно-территориальной автономии «Лужицкая поселенческая область», на территории которой действуют законодательные акты земель Саксонии и Бранденбурга, содействующие сохранению лужицких языков и культуры лужичан.
Исторические немецкие наименования
- Pluskewicz, 1327
- Petrus et Nycolaus de Pluskewicz, 1375
- Plussinkewicz, 1399
- Plußkewitz, 1419
- Plßinckwicz, Plißinckwicz, 1447
- Plißkwitz, 1485
- Plußnickewitz, Pluschkewitcz, 1503
- Plieskwitz, 1571
- Pließkowitz, 1791

## Население
Официальным языком в населённом пункте, помимо немецкого, является также верхнелужицкий язык.
Согласно статистическому сочинению «Dodawki k statisticy a etnografiji łužickich Serbow» Арношта Муки в 1884 году в деревне проживало 244 человека (из них — 233 серболужичанина (95 %)).
| 1834 | 1871 | 1890 | 1910 | 1925 | 2011 |
| ---- | ---- | ---- | ---- | ---- | ---- |
| 207  | 256  | 220  | 226  | 237  | 205  |